# Elkton (Dakota Południowa)
Elkton – miasto w Stanach Zjednoczonych, w stanie Dakota Południowa, w hrabstwie Brookings.